# Jylland
 For alternative betydninger, se Jylland (flertydig). (Se også artikler, som begynder med Jylland)
Jylland er en halvø, der udgør den vestlige del af Danmark og den eneste del af Danmark, der er landfast med det europæiske kontinent. Den danske del af Jylland omfatter 29.777 km² og udgør dermed omkring 2/3 af det samlede danske areal. Fra Skagen i nord til grænsen ved Padborg i syd er der 337 kilometer. Fra Fornæs i øst er der 174 kilometer til vestkysten ved Bovbjerg. Jylland havde 2.528.129 indbyggere i 2009, svarende til 46 procent af Danmarks befolkning. Befolkningstætheden var 85 indbyggere/km² i 2009. Den tyske del omfatter Slesvig-Holsten, men dette medregnes oftest ikke i daglig tale.
Nørrejyske Ø medregnes til Nordjylland og er Danmarks næststørste Ø, med sit areal på 4.686 km².
Næsten halvdelen af befolkningen i Jylland, 1,2 millioner, bor i det østjyske bybælte, Byregion Østjylland, der går fra Randers i nord til Haderslev i syd med et areal på 9.997 km².

## Den Jyske Halvø
Jyllands historiske sydgrænse er ved Ejderen, men der er ikke enighed om, hvorvidt Sydslesvig skal regnes med til Jylland i dag. Syd for Ejderen ligger Holsten, som geografisk ligger på Den Jyske Halvø, men ikke har været en historisk del af Jylland. Den Jyske Halvø har ingen fast sydgrænse, men går længst ned til Elben eller til punktet hvor halvøen snævrer sig ind (en linje fra Elbens munding til Lübeck). Den kaldes også den Cimbriske Halvø, Jylland-Holsten eller Jylland-Slesvig-Holsten.
Efter tysk, national opfattelse – i hvert fald før genforeningen i 1920 – begyndte Jylland først nord for Kongeåen. Slesvig/Sønderjylland og især Holsten blev ikke regnet med til Jylland. Tyske historikere har ofte fremført den opfattelse, at det sønderjyske område var beboet af angler i oldtiden, i modsætning til jyder længere mod nord, men dette er usikkert.
Jylland (nord for Ejderen) var et af de tre lande i det middelalderlige danske rige med eget landsting og udgjorde, sammen med Fyn, sit eget retsområde, hvor jyske lov var gældende.

## Inddeling
Historisk inddeles Jylland i Sønderjylland eller Slesvig, der er området mellem Ejderen og Kongeåen, og Nørrejylland, der er området nord for Kongeåen. Nørrejylland er altså et andet begreb end Nordjylland. Nørrejylland var en del af Kongeriget Danmark, men Sønderjylland var fra middelalderen et hertugdømme og dansk len.
Sønderjylland bruges dels om hele Slesvig, også det tyske Sydslesvig, dels kun om Nordslesvig. Sønderjylland regnes som regel ikke med til Sydjylland, men i stedet findes begrebet Syd- og Sønderjylland som et fælles navn for de tidligere Sønderjyllands, Ribe og Vejle amter.
Nørrejylland inddeles traditionelt i Nordjylland, Østjylland og Vestjylland. Midtjylland og Sydjylland er lidt nyere begreber. Det meste af Midtjylland var historisk og kulturelt en del af Vestjylland. I modsætning til Sønderjyllands grænser er grænserne mellem de nørrejyske regioner ikke faste.

## Navn
Jylland hed på middelalderdansk Iutland, der betyder "jydernes land", idet første led af ordet kommer fra middelalderdansk iuthær, svarende til norrønt jótar. Det er muligvis samme ord som det norrøne ýtar "mænd". Den græske geograf Ptolemæus kaldte Jylland for Kimbrikē chersonēsos, dvs. Kimbrernes halvø. En alternativ opfattelse er, at grækeren Ptolemæus kan have misforstået sin latinske kilde, og at originalen i stedet nævner en bugt.
På latin (senlatin) hedder Jylland Jutlandia.

## Landskab
Det jyske landskab er præget af de omgivende have og den såkaldte istidsrand eller hovedstilstandslinjen. Hermed betegnes den linje, hvortil isen nåede under den seneste istid. Linjen går nord-syd op gennem midten af Jylland og drejer derefter stik vest omkring Viborg.
Området vest for isranden er udjævnet af smeltevandet fra isen og er derfor generelt meget fladt med sandede hedesletter og enkelte bakkeøer. Området øst og nord for isranden er derimod præget af moræneaflejringer og er meget kuperet. Nordjylland er stedvis præget af en tredje landskabstype, hævet havbund med flade kystsletter.
Ned gennem midten af Jylland lidt øst for isranden går den Jyske højderyg. Den danner vandskel, så vandløb løber enten mod øst eller vest herfra og ud til havet. Højderyggen og vandskellet har fra gammel tid haft stor betydning for samfærdsel og bebyggelse i Jylland. Langs vandskellet går bl.a. Hærvejen, som derved så vidt muligt undgår at krydse fjorde og åer. Af samme grund er de fleste østjyske købstæder opstået ved bunden af en fjord, så de ligger tæt ved vandskellet og samtidig har forbindelse til havet.
Vest for Jylland ligger de danske vadehavsøer og De Nordfrisiske Øer.
Vestkysten er Jyllands vestlige kyst ud til Nordsøen.

## Historie
Jylland var i de første tre århundreder efter Kristus delt i et jysk kulturområde i det nordlige del og et angelsk i det sydlige del [kilde mangler]. Det jyske kulturområde rådede over store dele af Jylland fra Limfjorden i nord til Olgerdiget og Vidåen i syd og kaldes i den arkæologiske litteratur den jyske sydgruppe. Anglernes område lå i det nuværende Sydslesvig. Formentlig mellem 300 og 500 e. Kr. (efter anglernes udvandring til de britiske øer) blev hele Jylland lagt under danerne . I 737 udbyggedes Danevirke mellem Trenen og Østersøen (undersøgelser af de første jordvolde i Danevirke antyder dog, at disse blev bygget allerede i årtierne omkring år 500 og muligvis stammer forudgående volde tilbage fra 400-tallet). I 811 blev Ejderen i en fredsaftale mellem Karl den Store og den danske konge Hemming anerkendt som grænse mellem dansk og frankisk magtområde. Den danske delegationen bestod dengang både af medlemmer fra Jylland, de danske øer og Skåne. Betydende danske handelsbyer var dengang Hedeby (senere Slesvig), Århus (vikingetidens Aros) og Ribe. Den vigtigste handelsvej var den nord-syd-gående Hærvej. Havnen i vikingebyen Aros forbandt Jylland med Norge, Sverige samt Østersøen. Middelalderens landsting blev holdt i Urnehoved (Sønderjylland) og Viborg (Nørrejylland).

### Historiske steder i Jylland
Der findes mange gamle myter og sagn fra Jylland. Men den mest kendte er nok sagnet om Amled (Prinsen af Jylland), som er kendt fra Saxo Grammaticus's værk Gesta Danorum (ca. 1185). En gravhøj uden for landsbyen Ammelhede i Virring Sogn (Randers Kommune) er i dag navngivet som Hamlets Grav. Historien om Amled blev udødeliggjort i Shakespeares drama om Hamlet fra 1603.
På kirkegården i Vestervig i Thy kan man endvidere finde gravstedet hvor liden Kirsten og Prins Buris ligger begravet. Den kendte folkevise handler om hvordan Kong Valdemar lod sin søster danse til døde fordi hun blev med barn med dronning Sofies bror prins Buris.
Oprindeligt er den mindste jellingsten i Jelling i Midtjylland rejst af Gorm den Gamle søn af Hardeknud omkring år 955, den første officielle konge i Danmark. Den store Jellingsten er rejst af Gorm den Gamles søn Harald Blåtand. Danske sagnkonger fra Jelling dynastiet menes at være begravet i Jelling. Den første danske domkirke opførte vikingekongerne i Århus, der allerede var blevet domkirkeby omkring år 970. Kirken er Danmarks ældste stenbygning og er stadig bevaret som museum (Vor Frue Kirke – Kryptkirken).

## Administrativ inddeling

### Regioner
Ved strukturreformen den 1. januar 2007 afløstes amterne af de nye regioner. Jylland er inddelt i tre regioner:
- Region Nordjylland
- Region Midtjylland
- Region Syddanmark, der også omfatter Fyn med omliggende øer.

### De tidligere amter
Ved kommunalreformen i 1970 blev Jylland inddelt i syv amter:
- Nordjyllands Amt
- Ribe Amt
- Ringkjøbing Amt
- Sønderjyllands Amt
- Viborg Amt
- Vejle Amt
- Århus Amt

## Største byer i Jylland
Aarhus (249.709) • Aalborg (113.417 (136.017 inkl. Nørresundby)) • Esbjerg (71.576) • Randers (60.656) • Kolding (57.197) •
Horsens (53.807) • Vejle (51.341) • Herning (46.279) • Silkeborg (42.724) • Fredericia (39.716) •
Viborg (35.893) • Holstebro (34.241) • Sønderborg (27.237) • Hjørring (24.762) • Frederikshavn (23.339) • Haderslev (21.213) • Skive (20.633) indbyggere.
I den tyske del af Jylland, er Hamborg med 1,774,242 indbyggere.

## Kirkelig inddeling
Indenfor Folkekirken inddeles Jylland i fem stifter:
- Aalborg Stift
- Viborg Stift
- Århus Stift
- Ribe Stift
- Haderslev Stift (før Slesvig Stift)

### Ældre inddeling
I middelalderen var Jylland inddelt i 14 sysler, hvoraf nogle stadig gælder som landskabsnavne:
- Vendsyssel
- Thysyssel
- Himmersyssel
- Hardsyssel
- Sallingsyssel
- Ommersyssel
- Åbosyssel
- Loversyssel
- Jellingsyssel
- Almindsyssel
- Vardesyssel
- Barvidsyssel
- Ellumsyssel
- Istedsyssel

Syslerne var underinddelt i herreder, hvoraf nogle endnu er almindelig kendt. Herrederne var grundlag for ejendomsinddelingen indtil for få år siden. Herrederne er underinddelt i sogne.